# Brian Baatzsch

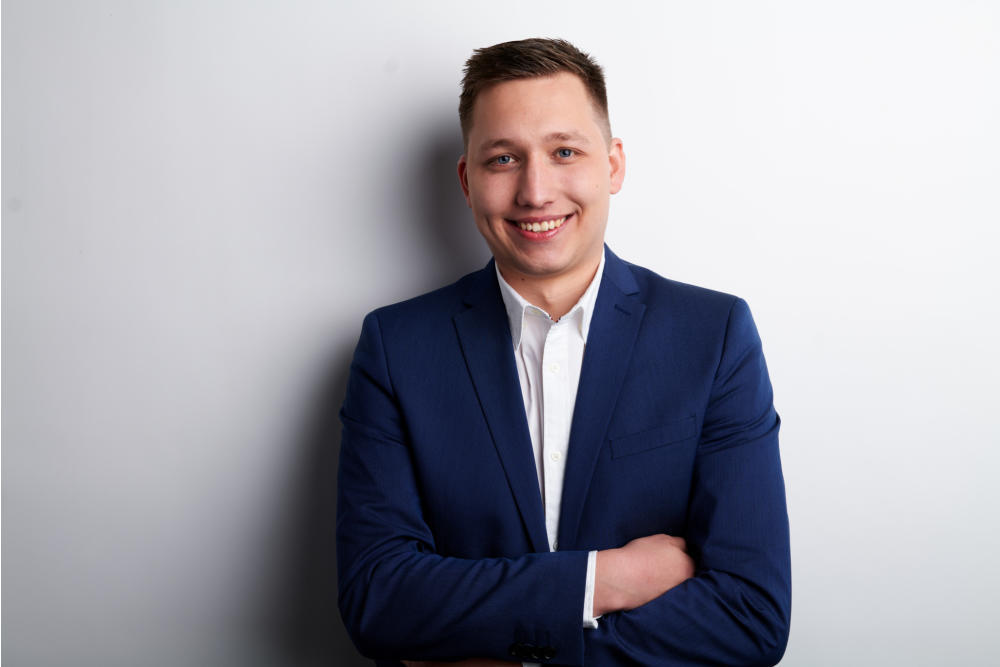
Abgeordneter Baatzsch mit verschränkten Armen

Brian Baatzsch (* 23. Oktober 1995 in Hildesheim) ist ein deutscher Politiker (SPD) und seit 8. November 2022 Mitglied des Niedersächsischen Landtags. Er ist direkt gewählter Abgeordneter im Wahlkreis 34. 

## Herkunft, Ausbildung und Privates
Baatzsch lebt im Stadtteil Lüdersen der Stadt Springe. Seine schulische Laufbahn begann er von 2002 bis 2006 an der Grundschule in Bennigsen. Anschließend besuchte er bis 2012 die Sophie-Scholl-Gesamtschule in Wennigsen, wo er im Realschulzweig den erweiterten Realschulabschluss erlangte. Danach wechselte er an die Marie-Curie-Schule in Ronnenberg, an der er 2015 erfolgreich das Abitur ablegte. 
Nach dem Abitur war Baatzsch zunächst freiwillig Wehrdienstleistender und sammelte anschließend berufliche Erfahrungen in der Gastronomie, im Servicecenter und der Produktion. Im Jahr 2016 begann er ein Studium der Politikwissenschaft an der Leibniz Universität Hannover, das er 2022 mit dem Bachelor of Arts abschloss. Parallel dazu nahm er ab 2017 ein Studium der Rechtswissenschaften ebenfalls in Hannover auf.
Im Rahmen seiner akademischen Ausbildung absolvierte Baatzsch mehrere Praktika. Er war 2018 im Bundestagsbüro des SPD-Abgeordneten Dr. Matthias Miersch tätig. Im Jahr 2021 folgten weitere Praktika beim Amtsgericht und Landgericht Hildesheim sowie in der Niedersächsischen Staatskanzlei.

## Abgeordneter
Im Vorfeld der Landtagswahl in Niedersachsen 2022  setzte er sich im parteiinternen Auswahlprozess gegen die amtierende Abgeordnete Kerstin Liebelt durch. Daraufhin wurde er als SPD-Direktkandidat für den Wahlkreis 34 (Springe, Hemmingen, Ronnenberg, Wennigsen) nominiert. Er verzichtete bewusst auf einen vorderen Listenplatz verzichtet und konzentrierte sich stattdessen auf das Direktmandat. In seinem Wahlkampf besuchte er über 20.000 der etwa 39.000 Haushalte im Wahlkreis und gewann das Direktmandat mit 35,3 % der Stimmen.
Neben seinen Aufgaben in den Ausschüssen für Bundes- und Europaangelegenheiten, Rechts- und Verfassungsfragen, Kultus sowie Medien vertritt er seine Fraktion im Stiftungsbeirat der niedersächsischen Gedenkstätten und ist Sprecher für Gedenkstättenarbeit. Seine Schwerpunkte der Arbeit liegen dabei im Bereich der Europapolitik und im Bereich der Rechts- und Verfassungsthemen. 

## Weitere politische Laufbahn
Baatzsch trat 2016 der SPD bei und war von 2016 bis 2019 Vorsitzender der Jusos in Springe. In dieser Funktion setzte er sich maßgeblich und erfolgreich für die Einrichtung eines Jugendparlaments in der Stadt ein. Dem Juso-Unterbezirksvorstand der Region Hannover gehörte er 2018 an. 
Seit 2019 ist Baatzsch Vorsitzender des SPD-Ortsvereins Stadt Springe und war von 2019 bis 2021 Vorsitzender der SPD-Abteilung Lüdersen.
Bei den niedersächsischen Kommunalwahlen 2021 wurde er in die Regionsversammlung der Region Hannover als auch in den Rat der Stadt Springe gewählt. In der Regionsversammlung ist er seither stellvertretender SPD-Fraktionsvorsitzender und im Rat der Stadt Springe Vorsitzender des Haushaltsausschusses. 

## Kongress der Gemeinden und Regionen beim Europarat

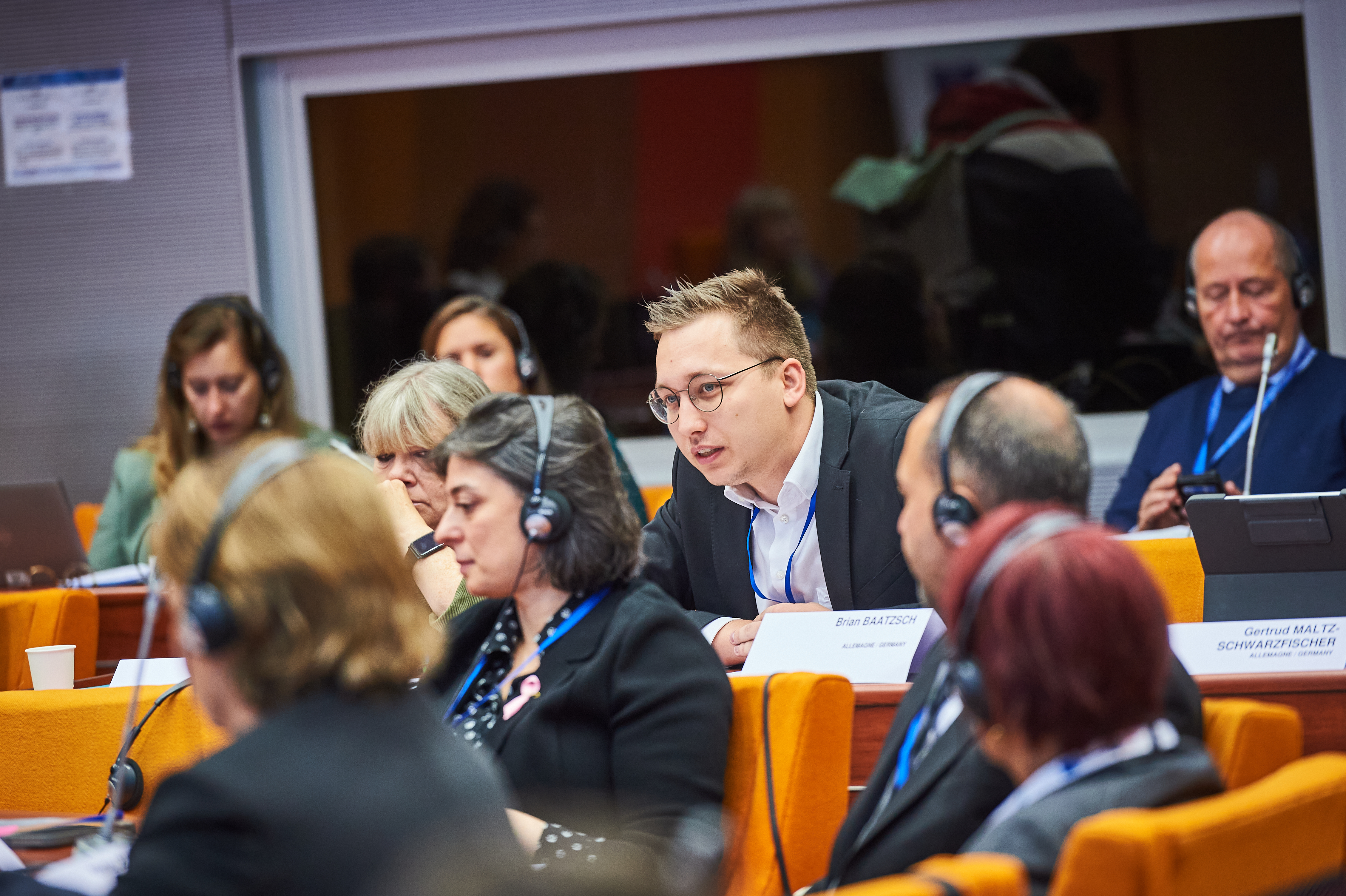
Baatzsch at the European Council

Am 30. April 2024 entschied Niedersächsische Landesregierung, Baatzsch als Vertreter des Bundeslandes in den Kongress der Gemeinden und Regionen Europas (KGRE) beim Europarat zu entsenden. Dort vertritt er gemeinsam mit 18 weiteren Delegierten die Bundesrepublik Deutschland und gehört der Fraktion der Sozialdemokraten, Sozialisten, Grünen und Progressiven an. Er ist Mitglied des Ausschusses für soziale Inklusion.

## Sonstiges
Baatzsch war von November 2021 bis Mai 2023 Mitglied im Aufsichtsrat der Regiobus GmbH, einem kommunalen Nahverkehrsunternehmen in der Region Hannover.
Darüber hinaus ist er Mitglied in den folgenden Vereinen und Verbänden: 
- Arbeiterwohlfahrt (AWO)
- Deutsche Kriegsgräberfürsorge
- Förderverein der Freiwilligen Feuerwehr Lüdersen
- Eldagser Jägercorps von 1845 e.V.
- Gelbe Hand e.V.
- Industriegewerkschaft: Bergbau, Chemie und Energie (IG BCE)
- Johanniter-Unfall-Hilfe e.V.
- Springer Licht - Verein für kulturelle Aktivitäten
- Vereinte Dienstleistungsgewerkschaften (Ver.Di)
- Genossenschaftsmitglied fairKauf eG
- Genossenschaftsmitglied beim Dorf-Kultur-Erbe Altenhagen I